# Mac OS X Tiger
Mac OS X Tiger (версия 10.4) — операционная система для персональных компьютеров и серверов, разработанная Apple; пятая по счёту версия OS X. Анонсирована в 2004 году в ходе WWDC. Выпущена 29 апреля 2005 года, предлагалась по цене около 130 долларов США.
В состав операционной системы вошла поисковая система Spotlight, новая версия обозревателя Safari 2.0, панель Dashboard. ОС Tiger поставлялась с новыми компьютерами Mac и предлагалась в виде обновления для ряда совместимых моделей. У системы существует версия для серверов: Mac OS X Server 10.4. За 6 недель после выпуска операционной системы было установлена более 2 000 000 копий, к июню 2007 года версию использовали более 67 % из 22 000 000 пользователей Mac OS X.
Данная версия стала первой операционной системой Apple, поддерживающей процессоры Intel x86/x86_64 (с выпуска 10.4.4). Первый вариант Apple TV, выпущенный в марте 2007 года, использовал модифицированную ОС Tiger под названием «Apple TV OS»
Следующей версией операционной системы стал Mac OS X Leopard, представленный 26 октября 2007 года. Обновления безопасности для Tiger выпускались до 2009 года. Tiger — последняя версия OS X с поддержкой «Classic Environment» (совместимости с приложениями Mac OS 9).

## История
Стив Джобс анонсировал планы компании по разработке операционной системы 28 июня 2004 на ежегодной конференции для разработчиков WWDC. Tiger стал первой операционной системой Apple, работающей на машинах с архитектурой Apple–Intel, и включал поддержку процессоров Intel x86. Оригинальный Apple TV, выпущенный в 2007 году, поставлялся с настроенной версией Tiger под брендом «Apple TV OS». Tiger сменила Mac OS X 10.5 Leopard в 2007 году и оставалась самой долгоживущей версией Mac OS X.

## Новые функции
Основные характеристики и функции:
- Spotlight: Быстрая поисковая система, которая индексирует файлы и документы на компьютере, обеспечивая мгновенный доступ к результатам поиска.
- Safari 2.0: Обновленный веб-браузер с поддержкой RSS и веб-синдикации Atom.
- Dashboard: Панель мини-приложений (виджетов), которые предоставляют быстрый доступ к различным функциям, таким как погода, время и конвертер единиц.
- Automator: Инструмент для автоматизации задач, позволяющий связывать приложения и создавать рабочие процессы.
- VoiceOver: Экранный диктор, обеспечивающий управление компьютером с помощью клавиатуры и устные описания происходящего на экране.
- QuickTime 7: Новая версия мультимедийного программного обеспечения с поддержкой кодека H.264/AVC.
- Xcode 2.0: Инструмент разработки с визуальным моделированием и интегрированной справочной библиотекой[14].

### Системные требования
- Компьютер Macintosh с процессором PowerPC G3, G4 или G5.
- Встроенный FireWire и DVD-привод.
- 256 МБ ОЗУ и 3 ГБ свободного места на жестком диске.

## История версий
| Версия  | Билд           | Дата                  | Название ОС | Примечания                                                                                |
| ------- | -------------- | --------------------- | ----------- | ----------------------------------------------------------------------------------------- |
| 10.4    | 8A428          | 29 апреля 2005 года   | Darwin 8.0  | Предустановлена на новые компьютеры                                                       |
| 10.4    | 8A432          | 29 апреля 2005 года   | Darwin 8.0  | Оригинальная коробочная версия                                                            |
| 10.4.1  | 8B15           | 16 мая 2005 года      | Darwin 8.1  | About the Mac OS X 10.4.1 Update                                                          |
| 10.4.1  | 8B17           | 19 мая 2005 года      | Darwin 8.1  | Серверная версия                                                                          |
| 10.4.2  | 8C46           | 12 июля 2005 года     | Darwin 8.2  | About the Mac OS X 10.4.2 Update (Delta)                                                  |
| 10.4.2  | 8C47           | 12 июля 2005 года     | Darwin 8.2  | Серверная версия                                                                          |
| 10.4.2  | 8E102          | 12 октября 2005 года  | Darwin 8.2  | Эксклюзивно для iMac G5 с функцией Front Row                                              |
| 10.4.2  | 8E45           | 19 октября 2005 года  | Darwin 8.2  | Эксклюзивно для PowerBook G4                                                              |
| 10.4.2  | 8E90           | 19 октября 2005 года  | Darwin 8.2  | Эксклюзивно для двух- и четырёхъядерных Power Mac G5                                      |
| 10.4.3  | 8F46           | 31 октября 2005 года  | Darwin 8.3  | About the Mac OS X 10.4.3 Update (Delta); Обновлённая коробочная версия                   |
| 10.4.4  | 8G32           | 10 января 2006 года   | Darwin 8.4  | About the Mac OS X 10.4.4 Update (Delta) PowerPC                                          |
| 10.4.4  | 8G1165         | 10 января 2006 года   | Darwin 8.4  | Предустановлена на Mac с процессорами Intel                                               |
| 10.4.5  | 8H14           | 14 февраля 2006 года  | Darwin 8.5  | About the Mac OS X 10.4.5 Update (delta) PowerPC                                          |
| 10.4.5  | 8G1454         | 14 февраля 2006 года  | Darwin 8.5  | About the Mac OS X 10.4.5 Update (delta) Intel                                            |
| 10.4.6  | 8I127          | 3 апреля 2006 года    | Darwin 8.6  | About the Mac OS X 10.4.6 Update (delta) PowerPC; Последняя коробочная версия для PowerPC |
| 10.4.6  | 8I1119         | 3 апреля 2006 года    | Darwin 8.6  | About the Mac OS X 10.4.6 Update (delta) Intel                                            |
| 10.4.7  | 8J135          | 27 июня 2006 года     | Darwin 8.7  | About the Mac OS X 10.4.7 Update (delta) PowerPC                                          |
| 10.4.7  | 8J2135a        | 27 июня 2006 года     | Darwin 8.7  | About the Mac OS X 10.4.7 Update (delta) Intel                                            |
| 10.4.7  | 8K1079         | 7 августа 2006 года   | Darwin 8.7  | Предустановлена на новую модель Mac Pro                                                   |
| 10.4.7  | 8N5107         | 7 августа 2006 года   | Darwin 8.7  | Эксклюзивно для Apple TV                                                                  |
| 10.4.8  | 8L127          | 29 сентября 2006 года | Darwin 8.8  | About the Mac OS X 10.4.8 Update (delta) PowerPC                                          |
| 10.4.8  | 8L2127         | 29 сентября 2006 года | Darwin 8.8  | About the Mac OS X 10.4.8 Update (delta) Intel и универсальный выпуск для серверов        |
| 10.4.9  | 8P135          | 13 марта 2007 года    | Darwin 8.9  | About the Mac OS X 10.4.9 Update (delta) PowerPC                                          |
| 10.4.9  | 8P2137         | 13 марта 2007 года    | Darwin 8.9  | About the Mac OS X 10.4.9 Update (delta) Intel и универсальный выпуск для серверов        |
| 10.4.10 | 8R218          | 20 июня 2007 года     | Darwin 8.10 | About the Mac OS X 10.4.10 Update (delta) PowerPC                                         |
| 10.4.10 | 8R2218, 8R2232 | 20 июня 2007 года     | Darwin 8.10 | About the Mac OS X 10.4.10 Update (delta) Intel и универсальный выпуск для серверов       |
| 10.4.11 | 8S165          | 14 ноября 2007 года   | Darwin 8.11 | About the Mac OS X 10.4.11 Update PowerPC                                                 |
| 10.4.11 | 8S2167         | 14 ноября 2007 года   | Darwin 8.11 | About the Mac OS X 10.4.11 Update Intel и универсальный выпуск для серверов               |

## Критика
Tiger получил смешанные отзывы. Некоторые функции, такие как Spotlight и Dashboard, были признаны полезными, но также подверглись критике за разрозненность интерфейса и странные дизайнерские решения.

## Поддержка
Последнее обновление безопасности для Tiger было выпущено в 2009 году, и поддержка операционной системы была прекращена. Однако она остается популярной среди пользователей Power Mac и энтузиастов ретрокомпьютеров благодаря своей совместимости с процессорами PowerPC G3 и поддержкой Classic Environment.